# V644 Геркулеса
V644 Геркулеса (лат. V644 Herculis), HD 152830 — тройная звезда в созвездии Геркулеса на расстоянии приблизительно 246 световых лет (около 75,6 парсек) от Солнца. Видимая звёздная величина звезды — от +6,36m до +6,32m. Возраст звезды определён как около 1 млрд лет.

## Характеристики
Первый компонент — жёлто-белая пульсирующая переменная звезда типа Дельты Щита (DSCTC) спектрального класса F2IV*, или F1V, или F2II, или F2, или F3Vs, или F5II. Масса — около 1,4 солнечной, радиус — около 2,57 солнечного, светимость — около 13,114 солнечной. Эффективная температура — около 6721 K.
Второй компонент. Масса — около 0,45 солнечной. Орбитальный период — около 11,848 суток.
Третий компонент — коричневый карлик. Масса — около 21,28 юпитерианской. Удалён в среднем на 1,816 а.е..